# Conopora adeta
Conopora adeta är en nässeldjursart som beskrevs av Stephen D. Cairns 1987. Conopora adeta ingår i släktet Conopora och familjen Stylasteridae. Inga underarter finns listade i Catalogue of Life.